# Lamprotatus splendens
Lamprotatus splendens is een vliesvleugelig insect uit de familie Pteromalidae. De wetenschappelijke naam is voor het eerst geldig gepubliceerd in 1833 door John Obadiah Westwood. De soort werd verzameld in het Verenigd Koninkrijk in Surrey, Oxford en Hertford. De naam splendens verwijst naar de "schitterende" goud-groene lichaamskleur.